# نیکلاس مک‌گیهی
نیکلاس مک‌گیهی (انگلیسی: Nicholas McGaughey) بازیگر، صداپیشه و شاعر اهل ولز است.
از فیلم‌ها یا مجموعه‌های تلویزیونی که وی در آن‌ها نقش داشته‌است، می‌توان به تلفات، گلادیاتور، پوآرو، جانوران شگفت‌انگیز و زیستگاه آن‌ها، خانه دوشیزه پرگرین برای بچه‌های عجیب، از جهنم، راه و رسم زندگی ما و مرد انگلیسی که از یک تپه بالا رفت اما از کوه پایین آمد اشاره نمود.